# SNAP91
SNAP91‏ (Synaptosome associated protein 91) هوَ بروتين يُشَفر بواسطة جين SNAP91 في الإنسان.